# Bistum Rrëshen

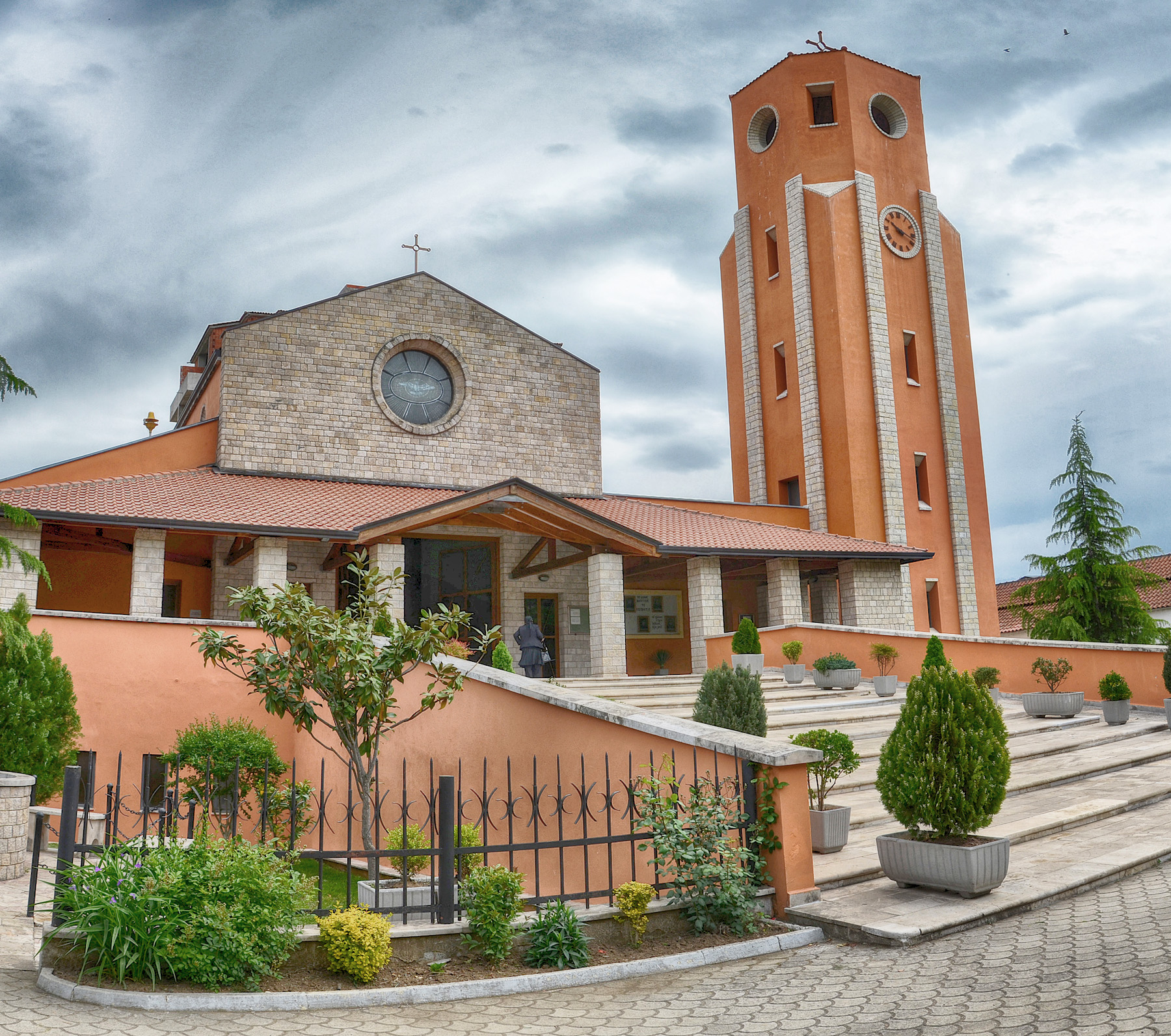
Heiland-Kathedrale Rrëshen

Das in Albanien gelegene Bistum Rrëshen (lateinisch Dioecesis Rrësheniensis, albanisch Dioqeza e Rrëshenit) wurde am 7. Dezember 1996 aus Teilen des Erzbistums Tirana-Durrës und dem Gebiet der aufgehobenen Territorialabtei Orosh gebildet. Das 3.463 km² große Bistum gehört der Kirchenprovinz Tirana-Durrës an.
Von den 159.177 Einwohnern auf dem Gebiet des Bistums ist die Mehrheit muslimisch.
Die neue Bischofskirche Jesus Heiland der Welt in Rrëshen wurde am 9. November 2002 konsekriert.

## Bischöfe
Erster Bischof war der Franziskaner Angelo Massafra. Als dieser 1998 Erzbischof von Shkodra wurde, verwaltete Pater Cristoforo Palmieri CM die Diözese als Apostolischer Administrator und wurde am 23. November 2005 von Papst Benedikt XVI. zum Bischof ernannt.
- Äbte der Territorialabtei Orosh
  - Prend Doçi (1888–1919) (Abt der Territorialabtei)
  - Joseph Gionali (Gjonali) (1921–1928) und Titularbischof von Callinicum dei Maroniti, danach Bischof von Sapa
  - Frano Gjini (1930–1946), danach Bischof von Lezha
- Bischöfe von Rrëshen
  - Angelo Massafra OFM (1996–1998), danach Erzbischof von Shkodra
  - Cristoforo Palmieri CM (1998–2005 Administrator, 2005–2017 Bischof)
  - Gjergj Meta (seit 2017)